# واسانت پانچامی
واسانت پانچمی (سانسکریت: वसन्त पञ्चमी، آوانگاری: Vasanta Pañcamī)، که همچنین به عنوان واسنتا پانچمی و ساراسواتی پوجا نیز شناخته می‌شود، جشنی است که آماده‌سازی برای رسیدن بهار را نشان می‌دهد.
این جشن در ادیان هندی به روش‌های مختلف بسته به منطقه برگزار می‌شود. واسانت پانچمی همچنین آغاز آماده‌سازی برای هولیکا و هولی را نشان می‌دهد که چهل روز بعد برگزار می‌شوند. جشن واسانت (پانچمی) چهل روز قبل از بهار برگزار می‌شود، زیرا هر فصل دوره گذار ۴۰ روزه دارد و پس از آن، فصل به‌طور کامل شکوفا می‌شود.

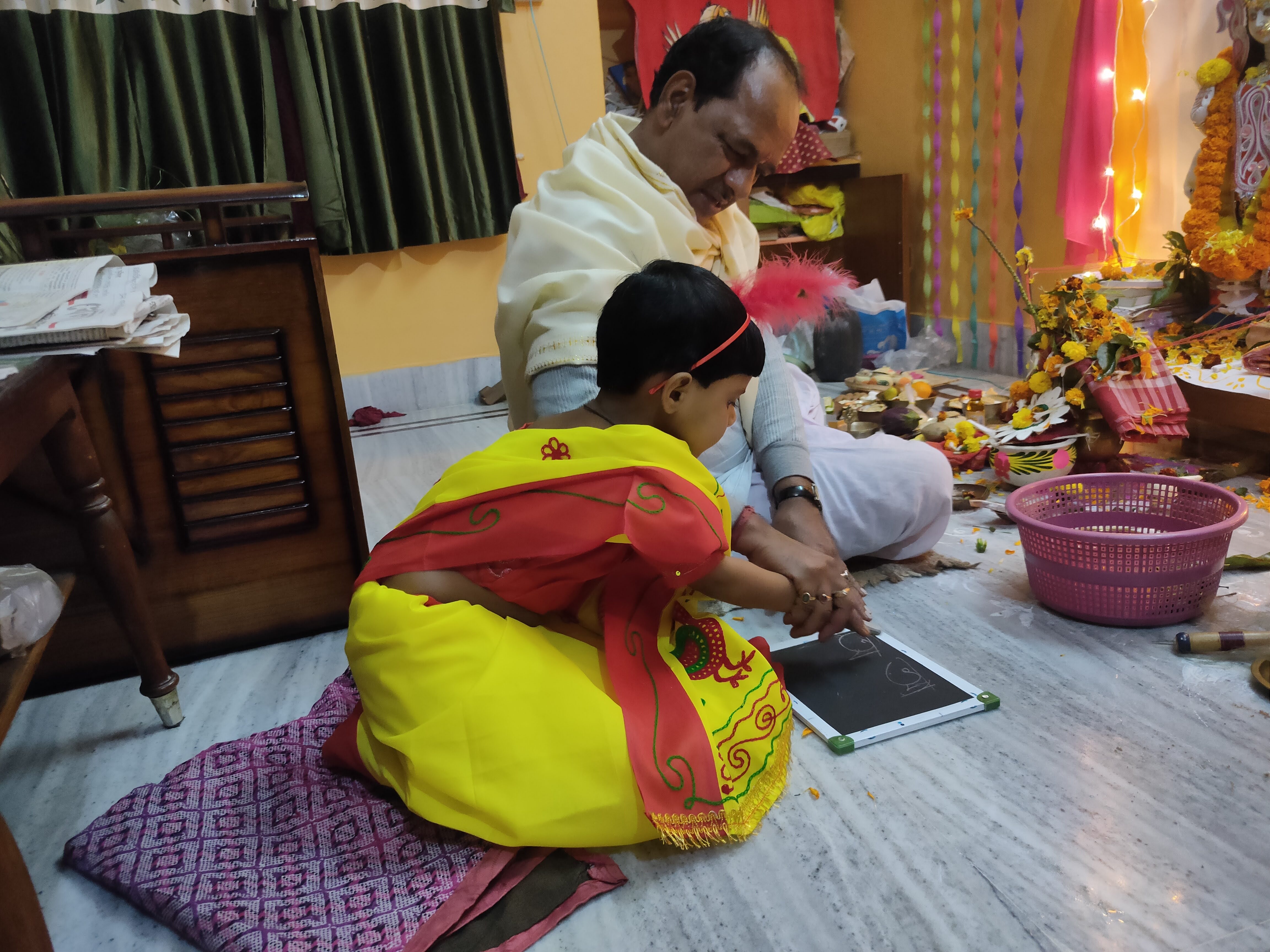
هاته خوری به عنوان شروعی مقدس برای مسیر آموزشی کودک در نظر گرفته می‌شود.

### نام‌گذاری و تاریخ
بسنت پانچمی هر سال در پنجمین روز از نیمه روشن ماه ماگها در گاه‌شماری هندو که قمری-خورشیدی است جشن گرفته می‌شود، که معمولاً در اواخر ژانویه یا فوریه قرار می‌گیرد. بهار به‌عنوان «پادشاه همه فصل‌ها» شناخته می‌شود، بنابراین جشنواره چهل روز زودتر آغاز می‌شود. در شمال هند، این روز معمولاً حال و هوای زمستان را دارد، در حالی که در بخش‌های مرکزی و غربی هند، بیشتر شبیه بهار است. این موضوع نشان می‌دهد که در واقع بهار چهل روز پس از بسنت پانچمی به‌طور کامل شکوفا می‌شود.
این جشنواره به‌طور ویژه توسط هندوها در شبه‌قاره هند، به‌ویژه در هند و نپال، گرامی داشته می‌شود. در ایالت‌های جنوبی هند، همین روز با نام شری پانچمی شناخته می‌شود.
در جزیره بالی و در میان هندوهای اندونزی، این جشن با نام «هاری رای ساراسواتی» (روز بزرگ ساراسواتی) شناخته می‌شود. این روز همچنین آغاز تقویم ۲۱۰ روزه پاووکن در بالی را نشان می‌دهد.

### هندوییسم

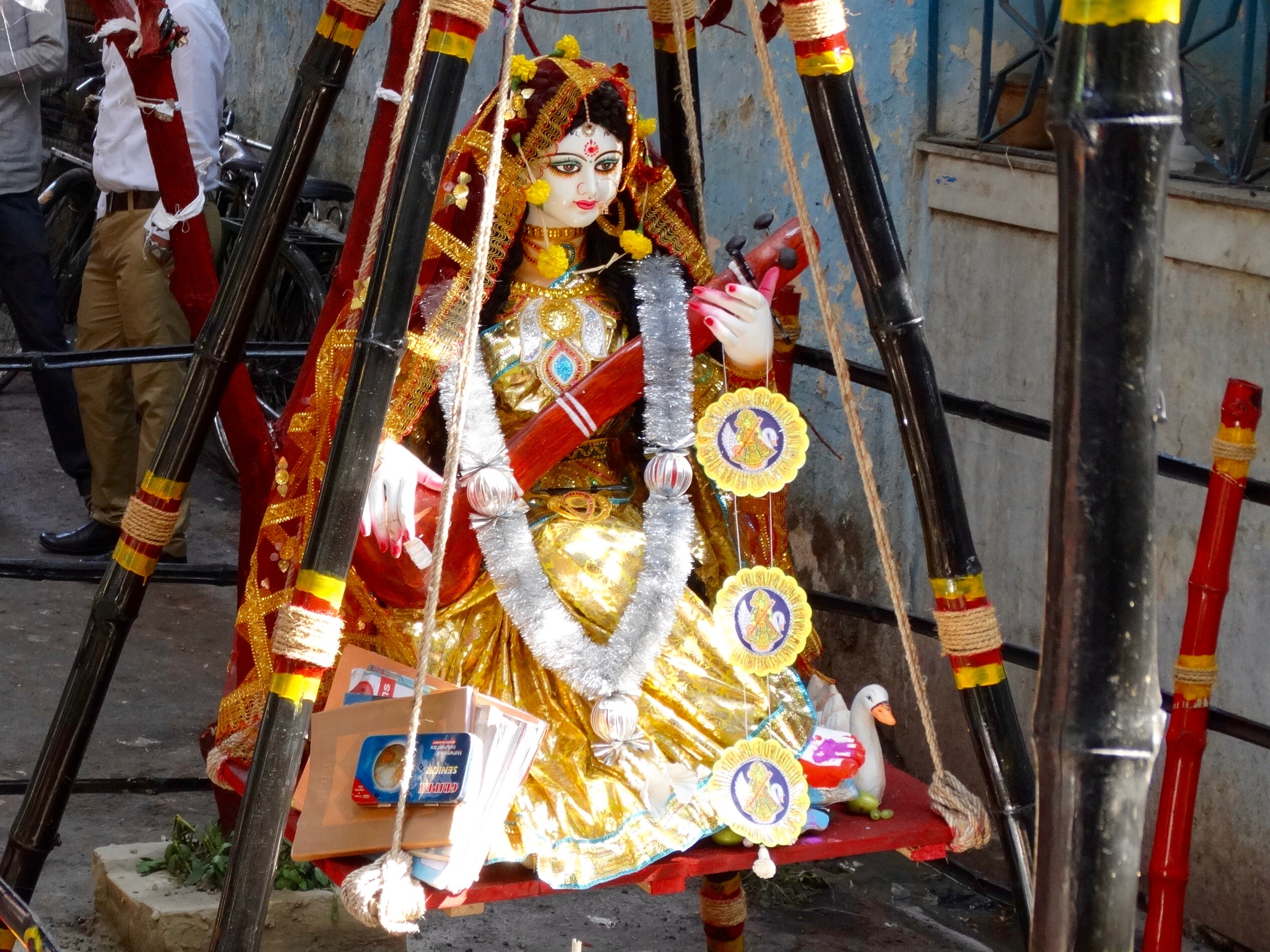
الهه ساراتسواتی در لباس ساری زرد در جشنواره وسانت پنجمی، کلکته. او بر روی یک تاب نشسته است و یک وینا در دست دارد و کتاب‌هایی در یک گوشه قرار دارند.

### پوجای ساراتسواتی
وسانت پنجمی یک جشنواره هندوها است که آغاز آماده‌سازی‌ها برای فصل بهار را نشان می‌دهد. این جشنواره به روش‌های مختلف در مناطق مختلف جشن گرفته می‌شود. وسانت پنجمی همچنین آغاز آماده‌سازی‌ها برای هولیکا و هولی است که چهل روز بعد برگزار می‌شوند. برای بسیاری، وسانت پنجمی جشنواره‌ای است که به الهه ساراتسواتی اختصاص دارد که الهه دانش، زبان، موسیقی و تمام هنرها است. او نمایانگر انرژی و قدرت خلاقانه در تمام اشکال آن، از جمله اشتیاق و عشق است. این فصل و جشنواره همچنین بلوغ زمین‌های کشاورزی را با گل‌های زرد محصول خردل جشن می‌گیرند که هندوها آن را با رنگ مورد علاقه ساراتسواتی مرتبط می‌دانند. مردم در ساری‌های زرد یا پیراهن‌ها و لوازم زرد رنگ می‌پوشند، خوراکی‌ها و شیرینی‌های زردرنگ را به اشتراک می‌گذارند. برخی زعفران به برنج خود اضافه می‌کنند و سپس برنج زردپخته شده را به عنوان بخشی از یک مهمانی مفصل می‌خورند.
بسیاری از خانواده‌ها این روز را با نشستن همراه با نوزادها و کودکان خردسال می‌گذرانند و به فرزندان خود تشویق می‌کنند تا اولین کلمات خود را با انگشتانشان بنویسند، و برخی با هم مطالعه یا موسیقی می‌سازند. روز قبل از وسانت پنجمی، معابد ساراتسواتی پر از غذا می‌شود تا او بتواند در جشن‌های سنتی صبح روز بعد به جشن‌گیرندگان بپیوندد. در معابد و مؤسسات آموزشی، مجسمه‌های ساراتسواتی در لباس زرد پوشانده می‌شوند و پرستش می‌شوند. بسیاری از مؤسسات آموزشی نمازها یا پوجاهای ویژه‌ای در صبح برای دریافت برکات الهه برگزار می‌کنند. در برخی جوامع، گردهمایی‌های شعر و موسیقی به احترام ساراتسواتی برگزار می‌شود.
در شرق هند، به ویژه در ایالات بنگال غربی، آسام، تریپورا و بیهار، همچنین در نپال، مردم به معابد ساراتسواتی مراجعه می‌کنند و همچنین در خانه خود الهه ساراتسواتی را پرستش می‌کنند (پوجای ساراتسواتی). در بنگال غربی، این یکی از جشنواره‌های اصلی برای هندوهای بنگالی است و در بسیاری از خانه‌ها برگزار می‌شود؛ بیشتر مدارس پوجای ساراتسواتی را برای دانش‌آموزان خود در محل مدرسه ترتیب می‌دهند. در بنگلادش نیز، تمام مؤسسات آموزشی و دانشگاه‌های بزرگ آن را با تعطیلات و یک پوجای ویژه جشن می‌گیرند.
در ایالت اودیشا، این جشنواره به عنوان باسانتا پنجمی/شری پنجمی /پوجای ساراتسواتی جشن گرفته می‌شود. هُماها و یگناها در مدارس و دانشگاه‌های ایالت برگزار می‌شود. دانش‌آموزان با شور و شوق زیادی پوجای ساراتسواتی را جشن می‌گیرند. معمولاً، کودکانی که چهار و پنج سال دارند در این روز مراسم ویژه‌ای به نام «خادی چوان» یا «ویدیا آرمبها» را شروع می‌کنند. این در بین هندوهای بنگالی به نام «هات-خوری» نیز شناخته می‌شود.
در ایالات جنوبی مانند آندرا پرادش، همان روز «شری پنجمی» نامیده می‌شود که «شری» او را به عنوان جنبه‌ای دیگر از همان الهه دِوی معرفی می‌کند.

### الهه‌های دیگر

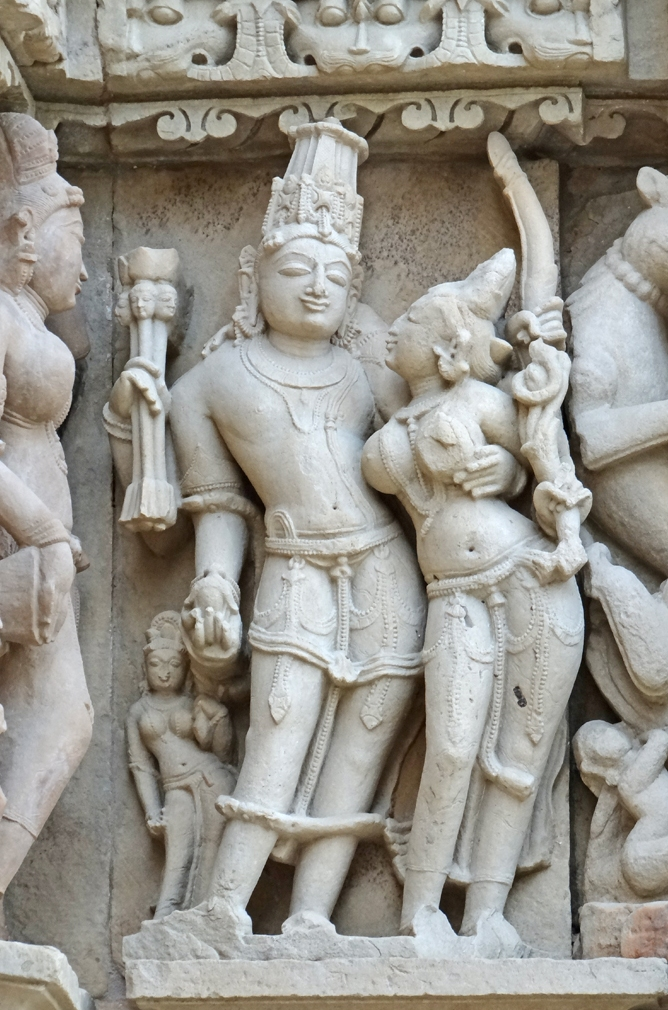
وسانت پنجمی، در برخی مکان‌ها، جشن گرفته می‌شود برای خدای هندو عشق کاما (چپ) با رتی، که در معبد خاجوراهو نمایش داده شده است.

یک افسانه دیگر در پشت وسانت پنجمی به خدای هندو عشق به نام کاما مربوط می‌شود. پردیومنا به عنوان پسر کاما که به صورت دوباره متولد شده است، به عنوان پسر کریشنا شناخته می‌شود؛ بنابراین وسانت پنجمی همچنین به نام «مدانا پنجمی» شناخته می‌شود. پردیومنا پسر روکمنی و کریشنا است. او احساسات زمین (و مردم آن) را بیدار می‌کند و بدین ترتیب جهان به شکوفایی می‌رسد.
این روز به یاد آورده می‌شود که روزی راشی‌ها (Rishis) از کاما خواسته‌اند تا شیوای یوگیک را از مدیتیشن بیدار کند. آنها از پاروتی که در حال انجام عبادتی برای به دست آوردن شیوا به عنوان همسرش است، حمایت می‌کنند و از کمک کاما برای بازگرداندن شیوا از مدیتیشن به تمایلات دنیوی خواسته‌اند. کاما موافقت کرده و تیرهایی از گل‌ها و زنبورها را از کمان آسمانی خود که از نیشکر ساخته شده، به سوی شیوا می‌اندازد تا او را به توجه به پاروتی برانگیزد. زمانی که چشم سوم شیوا باز می‌شود، یک کره آتش به سوی کاما فرستاده می‌شود. کاما، خداوند تمایلات، به خاکستر تبدیل می‌شود. این رویداد توسط هندوها به عنوان وسانت پنجمی جشن گرفته می‌شود.
وسانت پنجمی با احساسات عشق و انتظار عاطفی در کوچ (گجرات) ارتباط دارد و با آماده‌سازی دسته‌های گل و دست‌بندهایی از گل‌ها همراه با برگ‌های انبه به عنوان هدیه جشن گرفته می‌شود. مردم لباس‌های زعفرانی، صورتی یا زرد می‌پوشند و به یکدیگر دیدار می‌کنند. آهنگ‌هایی دربارهٔ بازی‌های کریشنا با رادها، که به عنوان نمایانگر کاما-رتی در نظر گرفته می‌شود، خوانده می‌شود. این با خداوند هندو کاما و همسرش رتی نمادین است.
به‌طور سنتی، در مهاراشترا، مادیا پرادش، چتیسگر و اوتار پرادش،

### معبد دئو: خدای خورشید
معبد خدای خورشید در بخش اورنگ‌آباد، بیهار که به نام زیارتگاه دئو-سان شناخته می‌شود، در روز واسانت پانچمی تأسیس شد. این روز برای گرامیداشت بنیان‌گذاری این زیارتگاه توسط پادشاه آیلا از الله‌آباد و همچنین سالروز تولد خدای خورشید-دئو جشن گرفته می‌شود. در این روز، مجسمه‌ها شسته شده و لباس‌های قدیمی قرمز آن‌ها با لباس‌های جدید جایگزین می‌شوند. زائران به خواندن آواز، رقصیدن و نواختن سازهای موسیقی می‌پردازند.

### سایر موارد

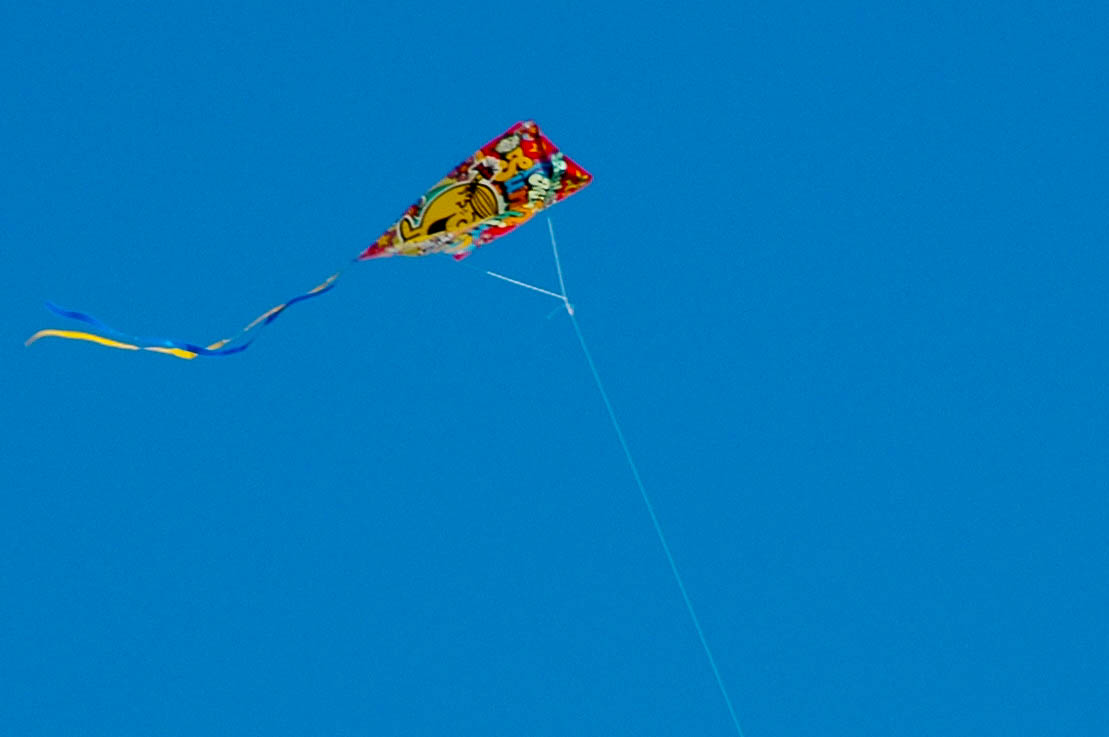
پرواز بادبادک در جشن واسانت پانچمی. از حداقل قرن نوزدهم، پرواز بادبادک در واسانت رویدادی محبوب در شمال هند و همچنین در منطقه لاهور پاکستان بوده است. در غرب هند، پرواز بادبادک در اوتارایان، در ماتورا در ویشواکَرمان پوجا و در جنوب هند نیز مرسوم است.

مردم این روز را با پوشیدن لباس‌های زرد (سفید)، خوردن شیرینی‌ها و نمایش گل‌های زرد در خانه‌هایشان جشن می‌گیرند. در راجستان، معمولاً مردم تاج‌های گل یاسمن می‌پوشند. در ماهاراشترا، زوج‌های تازه ازدواج کرده در اولین واسانت پانچمی پس از ازدواجشان به معبد می‌روند و دعا می‌کنند و لباس‌های زرد می‌پوشند. در منطقه پنجاب، هندوها عمامه یا سربند زرد می‌بندند. در اوتاراکند، علاوه بر پرستش ساراسواتی، مردم شیوا و پارواتی را به عنوان مادر زمین و کشاورزی مورد پرستش قرار می‌دهند. مردم برنج زرد می‌خورند و لباس زرد می‌پوشند. همچنین این جشن، زمان مهمی برای خرید لوازم تحریر و هدیه‌دادن است.
در منطقه پنجاب، واسانت به عنوان جشن فصلی توسط تمام ادیان گرامی داشته می‌شود و به عنوان جشن بادبادک واسانت (پنجاب) شناخته می‌شود. کودکان برای این مراسم دور (نخ) و گودی یا پتانگ (بادبادک) خریداری می‌کنند. مردم پنجاب لباس زرد می‌پوشند و برنج زرد می‌خورند تا شبیه گلزارهای خردل زرد (سرسون) شوند یا با پرواز بادبادک‌ها سرگرم شوند. بر اساس گفته دِسای (۲۰۱۰)، سنت پرواز بادبادک در جشن‌های مختلف در ایالت‌های شمالی و غربی هند نیز دیده می‌شود: هندوها در راجستان و به‌ویژه در گجرات، پرواز بادبادک را با دوره قبل از اوتارایان مرتبط می‌دانند؛ در ماتورا (اوتار پرادش)، بادبادک‌ها در دُسِهرا به پرواز درمی‌آیند؛ در بنگال، پرواز بادبادک در ویشواکَرمان پوجا در ماه سپتامبر انجام می‌شود. این ورزش همچنین در ماهاراشترا، مادیا پرادش و بخش‌هایی از جنوب هند نیز رایج است.
در بالی و در میان هندوهای اندونزی، هاری رایا ساراسواتی (نام محلی این جشن) با دعاهای خانوادگی، در مؤسسات آموزشی و اماکن عمومی از صبح تا ظهر برگزار می‌شود. معلمان و دانش‌آموزان به جای یونیفرم‌های معمول خود، لباس‌های رنگارنگ به تن می‌کنند و کودکان کیک‌های سنتی و میوه‌ها را به عنوان نذری به معابد می‌برند.

### سیک‌گرایی
سیک‌های نامداری به‌طور تاریخی جشن واسانت پانچمی را برای نشانه‌گذاری آغاز فصل بهار جشن می‌گیرند. دیگر سیک‌ها این روز را به‌عنوان جشن بهار جشن می‌گیرند و با پوشیدن لباس‌های زرد رنگ که نماد گل‌های خردل زرد در مزارع هستند، این روز را با شادی جشن می‌گیرند.
مهراجه رانجیت سینگ، بنیان‌گذار امپراتوری سیک، جشن واسانت پانچمی را به‌عنوان یک رویداد اجتماعی در گوردواراها تشویق کرد. در سال ۱۸۲۵ میلادی، او ۲۰۰۰ روپیه به گوردوارا هارمندیر صاحب در امرتسر داد تا غذا توزیع کنند. او یک جشنواره سالانه واسانت برگزار کرد و پرواز بادبادک‌ها را به‌عنوان یکی از ویژگی‌های ثابت این جشنواره‌ها حمایت می‌کرد. مهراجه رانجیت سینگ و همسرش مورن در روز واسانت پانچمی لباس‌های زرد می‌پوشیدند و بادبادک می‌زدند. مهراجه رانجیت سینگ همچنین در روز واسانت پانچمی یک داربار (دادگاه) در لاهور برگزار می‌کرد که ده روز به طول می‌انجامید و سربازان در آن روز لباس‌های زرد می‌پوشیدند و مهارت‌های نظامی خود را به نمایش می‌گذاشتند.
در منطقه مالوا، جشن واسانت پانچمی با پوشیدن لباس‌های زرد و پرواز بادبادک‌ها جشن گرفته می‌شود. در کپورتهالا و هشیارپور، یک نمایشگاه واسانت پانچمی برگزار می‌شود. مردم در این نمایشگاه‌ها با پوشیدن لباس‌های زرد، دستمال سر یا لوازم جانبی شرکت می‌کنند. سیک‌ها همچنین در روز واسانت پانچمی به یاد شهدای کودک حققت رائی که توسط حاکم مسلمان خان زکریا خان به‌طور نادرست متهم به توهین به اسلام شده بود، دعا می‌کنند. رائی مجبور شد بین تغییر مذهب به اسلام یا مرگ یکی را انتخاب کند و چون از تغییر مذهب امتناع کرد، در روز واسانت پانچمی سال ۱۷۴۱ در لاهور، پاکستان اعدام شد.
نیهانگ‌ها در روز واسانت پانچمی به پاتیالا می‌روند و در ماه ویساکه (نه تنها در روز واسانت پانچمی) لباس‌های صورتی و زرد می‌پوشند.

### پاکستان
پرواز بادبادک در لاهور به قرن‌ها پیش برمی‌گردد. پس از تشکیل پاکستان، این فعالیت به یک ورزش رقابتی بسیار محبوب تبدیل شد که محدود به «واسانت» نمی‌شود. در این زمینه تیم‌های منطقه‌ای، مسابقات و جوایز مختلفی وجود دارد. ساخت بادبادک و رشته آن به صنعتی در سراسر پنجاب مرکزی تبدیل شده است که هزاران نفر را به تأمین معیشت مشغول کرده است.
با توجه به تاریخ و فرهنگ مشترک در زیرقاره هند، مسلمانان پنجاب در اطراف لاهور نیز پرواز بادبادک را به‌عنوان یک ورزش در پاکستان از پشت بام‌های خانه‌ها در فصل واسانت جشن می‌گیرند. در سال ۲۰۰۳، دیوان عالی پاکستان تلاش کرد تولید، تجارت و پرواز بادبادک‌ها را در لاهور ممنوع کند به‌دلیل وقوع حوادث مرگبار ناشی از رشته‌های «پوشیده از شیشه» که به‌طور معمول در نبردهای بادبادک در لاهور استفاده می‌شد. در سال ۲۰۰۵، لاهور اعلام کرد که جشن واسانت پانچمی می‌تواند در یک جنگل خارج از لاهور برگزار شود. در سال ۲۰۱۷، ممنوعیت برگزاری واسانت پانچمی به‌طور موقت لغو و دوباره اعمال شد.

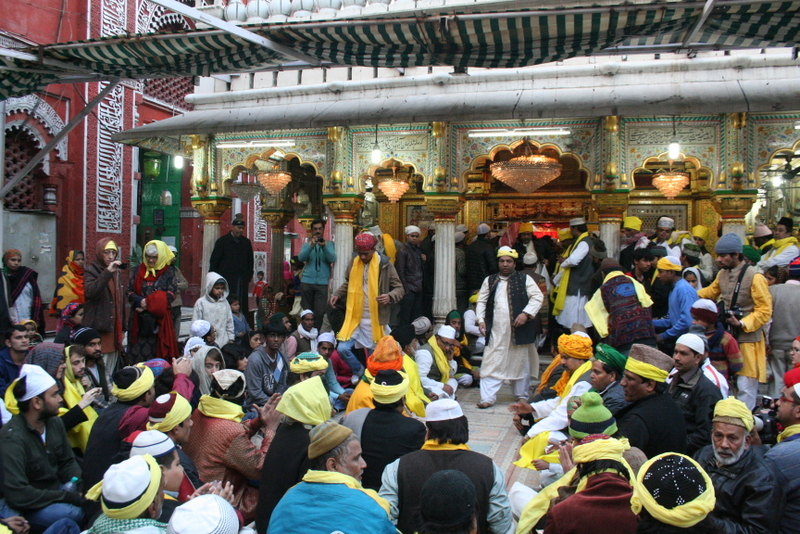
جشن‌های واسانت در درگاه

### باسنت مسلمانان صوفی
به گفتهٔ لوچان سینگ بوکسی، جشن باسنت پانچمی یک جشن هندی است که برخی از مسلمانان هندی صوفیان در قرن دوازدهم آن را برای گرامیداشت آرامگاه صوفی مسلمان دَرگاه نظام‌الدین اولیا در دهلی پذیرفته‌اند و از آن زمان، این جشن توسط فرقه چشتی برگزار می‌شود. طبق سنت‌های محلی صوفی، شاعر امیر خسرو دید که زنان هندی در روز باسنت گل‌های زرد به معبد می‌بردند و لباس‌های زرد به تن داشتند، و او این فرهنگ را پذیرفت تا اندکی شادی به نizamالدین اولیا بدهد زیرا برادرزاده‌اش چند روز پیش فوت کرده بود و او از اندوه رهایی نمی‌یافت، و یکی از فرقه‌های چشتی مسلمانان صوفی هند همچنان این سنت را ادامه می‌دهند.

### جدال
باسنت پانچمی در سایت باستان‌شناسی بوجشالا (دهر، مادیا پرادش) به عنوان یک رویداد تاریخی مورد مناقشه بوده است، جایی که شواهدی از معبد قدیمی سرسوتی (که محلی‌ها آن را واگ‌دِوی می‌نامند) وجود دارد. در سایت بوجشالا یک مسجد کامال-مولا از دوره‌های بعدی ساخته شده است که مسلمانان برای نمازهای جمعه از آن استفاده می‌کنند. سرویس باستان‌شناسی هند (ASI) دستورالعمل‌های سالانه‌ای صادر کرده است که زمانی که جشن باسنت پانچمی به روز جمعه می‌افتد، ساعات مشخصی را اعلام می‌کند که در آن ساعات هندوها می‌توانند در بوجشالا عبادت کنند و مسلمانان در ساعت‌های دیگر. با این حال، در سال‌های گذشته، جامعه مسلمانان که زودتر برنامه‌ریزی کرده بودند، از تخلیه مکان خودداری کرده‌اند که منجر به شورش‌ها و بی‌نظمی‌هایی همچون دهه‌های ۱۹۸۰ و ۱۹۹۰ شده است.